# ترانومارو
ترانومارو (به لاتین: Tranomaro) یک منطقهٔ مسکونی در ماداگاسکار است که در بخش آمبوآساری سود واقع شده‌است. ترانومارو ۱۱٬۰۰۰ نفر جمعیت دارد و ۳۰۸ متر بالاتر از سطح دریا واقع شده‌است.